# Эрланн
Эрланн (норв. Ørland) — коммуна в фюльке (губернии) Сёр-Трёнделаг в Норвегии. Административный центр коммуны — Брекстад, который объявил себя городом в 2005 году. Официальный язык коммуны — букмол. Население коммуны на 2010 год составляло 5025 человек. Площадь коммуны Эрланн — 73,51 км², код-идентификатор — 1621. Эрланн находится в юго-западной оконечности полуострова Fosen на северном берегу устья Тронхеймс-фьорда, в месте слияния его с фьордом Stjørnfjord.

## История населения коммуны

Динамика численности населения коммуны Эрланн

Коммуна Эрланн была создана 1 января 1838 года. В 1853 году Северный округ Бьюгн был отделён, чтобы стать самостоятельной коммуной. После этого население Эрланна оставило 3361 жителей. По состоянию на 1 января 1896 года южный округ Вернес был отделён от Эрланна и стал коммуной Агденес. После отделения население Эрланна составило 3649 жителей.

## Достопримечательности

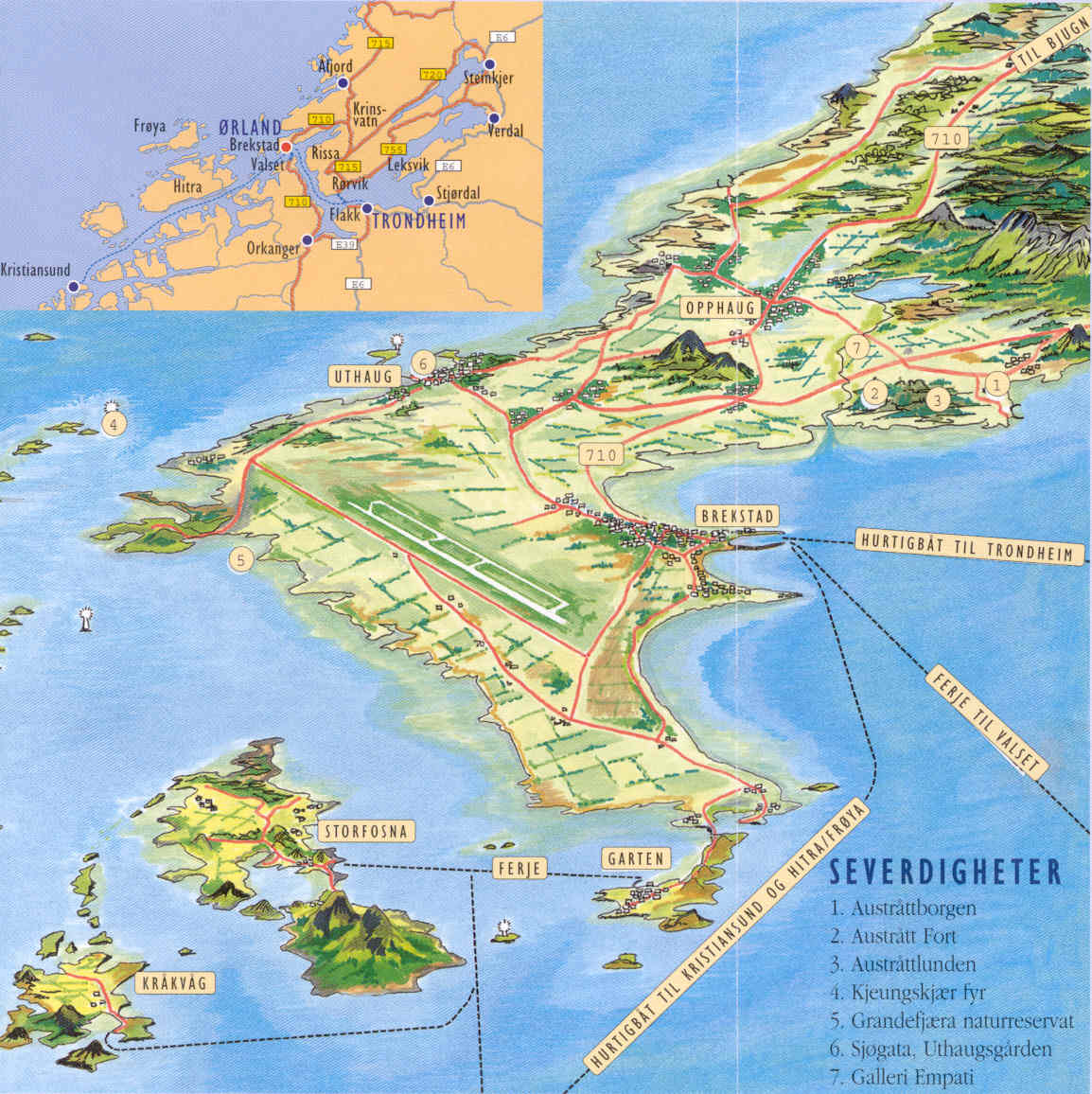
Достопримечательности коммуны Эрланн.
1. Усадьба Austrått;.
2. Форт Austrått;
3. Природоохранная зона птиц «Austråttlunden»;
4. Маяк Kjeungskjær;
5. Заповедник «Grandefjæra»;
6. Набережная в Uthaug;
7. Художественная галерея «Empati»

Основными достопримечательностями являются водно-болотные угодья птиц, находящиеся под охраной Рамсарской конвенции и усадьба Austrått. В близлежащем от усадьбы лесу произрастает один большой скальный дуб (самый северный в мире, известный как Austråtteika). Также здесь расположены укрепления береговой артиллерии времён Второй мировой войны — форт Эустротт.